# Żaklin Nastić
Żaklin J. S. Nastić (Gdynia, Polònia, 29 de gener de 1980) és una política germano-polonesa del partit Die Linke i diputada al Bundestag.
Zaklin Nastic va arribar l'any 1990 de Polònia a Hamburg i va estudiar Estudis Eslaus. És membre del partit Die Linke des de l'any 2008, i des de l'any 2016 és la portaveu del seu partit a Hamburg. Des del 2011 és representant a l'Assemblea del districte d'Eimsbüttel. Des del 2017 és també diputada al Bundestag.